# Le Regard (film, 1977)
Pour les articles homonymes, voir Le Regard.
Pour plus de détails, voir Fiche technique et Distribution.
Le Regard est un film français réalisé par Marcel Hanoun, sorti en 1977.

## Fiche technique
- Titre : Le Regard
- Autre titre : Extase
- Réalisation : Marcel Hanoun
- Scénario : Marcel Hanoun
- Photographie : Pierre Dupouey
- Son : Alix Comte et Jean-Paul Loublier
- Décors : Gina Pellón
- Musique : Michel Palèze et Christopher Wells
- Montage : Marcel Hanoun
- Production : Avia Films - Z Productions
- Pays d'origine :  France
- Durée : 98 minutes
- Date de sortie : France, 20 avril 1977

## Distribution
- Anne Bellec : Anne
- Jean de Gaspary : Jean
- Juliette Le Clerc : Jeanne 1
- Stéphan Koziak : le valet de chambre
- Anne-Josée Branchu : Jeanne 2